# Jacinto González
Jacinto González (Buenos Aires, 1810 - Veinticinco de Mayo, noviembre de 1882) fue un militar argentino que participó en distintas alternativas de las últimas guerras civiles argentinas.

## Biografía
Durante su juventud se dedicó a la administración de su estancia en Pilar.
Se inició en el ejército como oficial de milicias alrededor de 1830, y prestó servicios defensivos en la zona de Rosario, después de la guerra civil de 1839.
En 1851, cuando el general Urquiza estaba por cruzar el río Paraná, sublevó una  compañía de milicias santafesinas, con las cuales cruzó el río y se incorporó al Ejército Grande. Combatió de su lado en la batalla de Caseros, y fue ascendido a coronel.
Fue jefe de un regimiento en la frontera sur de la provincia de Buenos Aires, y apoyó el sitio de Buenos Aires por parte de las fuerzas de Hilario Lagos. Fue uno de los jefes que en junio de 1853 se pasó a las fuerzas sitiadas, obligando a levantar el sitio.
Comandó un regimiento en Ramallo combatió a órdenes de Manuel Hornos en la batalla de El Tala. En 1855 fue jefe del regimiento de caballería de Navarro, y más tarde fue subjefe de la frontera centro de la provincia con los indios, como segundo del coronel Ignacio Rivas; cuando éste marchó a la campaña de Cepeda, cubrió el puesto y derrotó a los ranqueles en Cruz de Guerra. Durante un tiempo fue comandante del fuerte de ese nombre, en 25 de Mayo.
Durante la Guerra del Paraguay fue el comandante de la sección centro de la frontera con los indígenas, y tuvo su centro en 25 de Mayo, donde formó su hogar.
Apoyó la revolución de 1874, y en su nombre ocupó el pueblo de 25 de Mayo; se unió al ejército dirigido por Bartolomé Mitre y combatió en la batalla de La Verde. Fue tomado prisionero y permaneció tres meses; fue dado de baja del ejército provincial.
En 1877 fue reincorporado y volvió a comandar el fuerte 25 de Mayo; desde allí apoyó la Conquista del Desierto de Roca.
En 1880 fue dado de baja por no haberse presentado ante el gobierno nacional cuando estalló la revolución de Tejedor. Tras meses de discusión, terminó por demostrar que no había recibido ninguna orden ni había apoyado la revolución; fue reincorporado.